# Tratado de Burlingame
O Tratado de Burlingame (Chinês: 中美天津條約續增條約), também conhecido como Tratado Burlingame-Seward de 1868, foi um tratado histórico entre os Estados Unidos e a China Qing, alterando o Tratado de Tientsin, para estabelecer relações amistosas formais entre as duas nações, os Estados Unidos concederam à China o status de nação mais favorecida no que diz respeito ao comércio. Foi assinado na capital dos Estados Unidos, Washington, D.C. em 1868, e ratificado em Pequim, em 1869. O resultado mais significativo do tratado foi que ele efetivamente suspendeu quaisquer restrições anteriores em relação à emigração da China para os Estados Unidos, com a imigração em grande escala para os Estados Unidos começando para valer por imigrantes chineses.

## História
A China e os Estados Unidos concluíram o Tratado Burlingame-Seward em 1868 para expandir o Tratado de Tianjin de 1858. O novo tratado estabeleceu alguns princípios básicos que visavam aliviar as restrições à imigração e representava um esforço chinês para limitar a interferência estrangeira nos assuntos internos chineses. 
Em 14 de junho de 1861, Lincoln nomeou Anson Burlingame como ministro do Império Qing. Burlingame era um diplomata experiente, tendo tido um longo histórico de emprego fiel no serviço diplomático. Ao chegar à China, optou por estabelecer uma política cooperativa e amigável em vez de uma política agressiva e intransigente e desenvolveu relações estreitas e amigáveis com os elementos reformistas da corte Qing.
Os Estados Unidos também desejavam obter acesso a oportunidades comerciais lucrativas e promover a propagação contínua do cristianismo na Ásia através dos seus missionários, o que já foi iniciado por missionários católicos que chegaram à China a partir do século XVI. Como parte do esforço geral para convencer os chineses a adoptarem uma abordagem mais ocidental à diplomacia e à governação, as potências ocidentais também encorajaram o governo Qing a enviar missões diplomáticas ao estrangeiro. Finalmente persuadidos a fazê-lo, os chineses solicitaram que Burlingame acompanhasse os seus representantes numa viagem que incluía paragens nas principais capitais de Washington, Londres, Paris e Berlim. Burlingame, originalmente um representante do governo dos EUA, renunciou ao seu cargo para ajudar os chineses nas negociações do tratado com Seward. 
Enquanto estava em Washington, Burlingame negociou um tratado com o secretário de Estado William H. Seward, seu antigo superior para revisar e expandir os pontos estabelecidos no Tratado de Tianjin de 1858. Os primeiros artigos do novo tratado protegiam o comércio realizado nos portos e cidades chinesas e estabeleciam o direito da China de nomear cônsules para as cidades portuárias americanas. Os artigos mais inovadores incluíam medidas que prometiam aos chineses o direito à livre imigração e viagens dentro dos Estados Unidos, e permitiam a protecção dos cidadãos chineses nos Estados Unidos, de acordo com o princípio da nação mais favorecida. Outro artigo deu aos cidadãos das duas nações acesso recíproco à educação e à escolaridade quando viviam no outro país. Todos esses artigos serviram para reforçar o princípio da igualdade entre as duas nações.
O artigo final do Tratado Burlingame-Seward ofereceu à China alguma protecção contra influências externas em assuntos internos. Neste artigo, os EUA reconheceram que a decisão de iniciar novos projectos de construção ou melhorias semelhantes pertencia às mãos do governo local e não às potências estrangeiras ou aos seus representantes. Este ponto pretendia salvaguardar contra o envolvimento indevido dos EUA nos assuntos internos chineses.
Em 16 de novembro de 1867, Burlingame foi nomeado enviado extraordinário e ministro plenipotenciário para chefiar uma missão diplomática chinesa nos Estados Unidos e nas principais nações europeias. A missão, que incluía dois ministros chineses, dois secretários ocidentais, seis estudantes de Pequim, e uma comitiva considerável, chegou aos Estados Unidos em março de 1868. Burlingame usou as suas relações pessoais com a administração republicana para negociar um tratado relativamente rápido e favorável. Numa série de discursos por todo o país, ele exibiu uma oratória eloquente para defender a igualdade de tratamento da China e uma postura acolhedora em relação aos imigrantes chineses. Em 28 de julho de 1868, concluiu em Washington, DC, uma série de artigos complementares ao Tratado Reed de 1858, mais tarde conhecido como Tratado de Burlingame. 

## Termos
- Reconheceu o direito da China de domínio eminente sobre todo o seu território;
- Deu à China o direito de nomear cônsules nos portos dos Estados Unidos, “que gozarão dos mesmos privilégios e imunidades que os cônsules da Grã-Bretanha e da Rússia”;
- Desde que "os cidadãos dos Estados Unidos na China de todas as convicções religiosas e os súditos chineses nos Estados Unidos gozem de plena liberdade de consciência e estejam isentos de qualquer deficiência ou perseguição devido à sua fé religiosa ou culto em qualquer país"; e
- Concedidos certos privilégios aos cidadãos de um dos países residentes no outro, sendo o privilégio da naturalização, no entanto, especificamente negado.

## Impacto

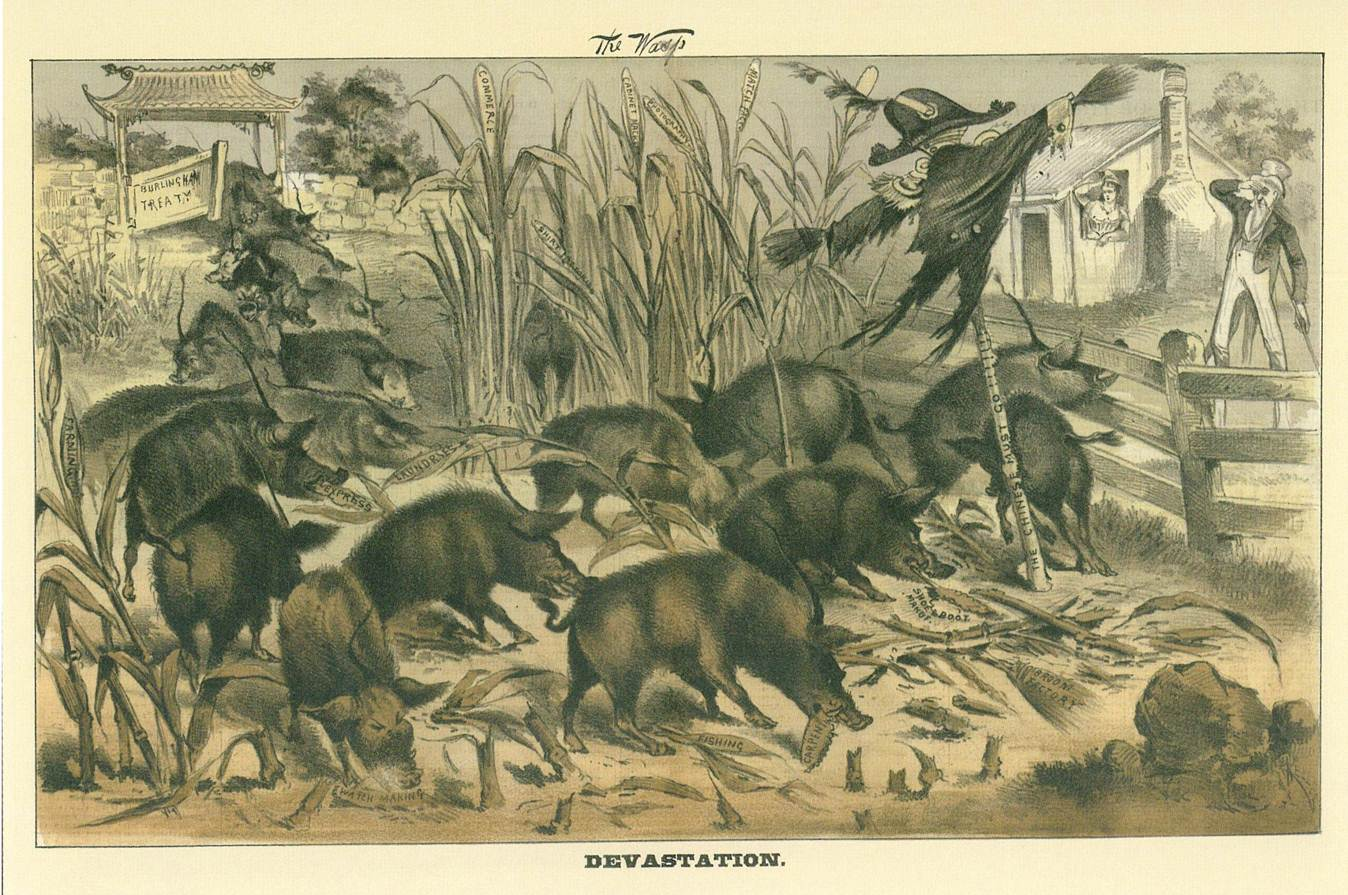
Caricatura anti-chinesa de The Wasp: imigrantes chineses, retratados como porcos, invadindo um portão rotulado como "Tratado de Burlingham" e devastando um campo de plantações que representa indústrias enquanto o Tio Sam e a Colúmbia assistem. Um espantalho esfarrapado representa o líder trabalhista anti-chinês Denis Kearney.

A imigração chinesa para os Estados Unidos foi inicialmente incentivada. A oposição no Congresso à imigração chinesa levou o presidente Rutherford B. Hayes a autorizar James Burrill Angell a renegociar o tratado em 1880. Em 17 de novembro de 1880, o tratado renegociado, denominado Tratado que Regula a Imigração da China (e mais informalmente como Tratado de Angell de 1880), foi aprovado. Isto suspenderia, mas não proibiria, a imigração chinesa, ao mesmo tempo que confirmaria a obrigação dos Estados Unidos de proteger os direitos dos imigrantes já chegados. 
Apesar das protecções recíprocas que o Tratado proporcionou aos chineses nos Estados Unidos e aos americanos na China, o Tratado acabou por reforçar os interesses comerciais dos EUA com a China sob o princípio do conceito de nação mais favorecida, e assegurou um fluxo constante de produtos chineses de baixo custo. trabalho imigrante para empresas norte-americanas. Por estas razões, os líderes industriais americanos celebraram inicialmente o Tratado como um grande avanço para os interesses comerciais americanos. 
No entanto, o sucesso do tratado durou pouco. No final da década de 1870, os líderes industriais e políticos dos EUA já não podiam ignorar o crescente sentimento anti-chinês e a violência nos Estados Unidos, particularmente nos estados ocidentais; na verdade, os industriais e os políticos promoveram frequentemente actividades anti-chinesas. Um novo tratado assinado em 1880 revisou o acordo Burlingame-Seward, e a Lei de Exclusão Chinesa de 1882 revogou completamente suas cláusulas de imigração livre. 